# Expedición Clipperton
La Expedición Clipperton (en francés: L'Expédition Clipperton ) fue una ambiciosa misión científica sobre la biodiversidad realizado de enero a abril de 2005 sobre la isla de Clipperton una posesión de Francia en el océano Pacífico frente a México.

Mapa de la Isla Clipperton

Fue dirigida y organizada por Jean-Louis Étienne, con muchos investigadores de varios centros de investigación franceses :
- Centro Nacional para la Investigación Científica de Francia (Centre national de la recherche scientifique o CNRS)
- École Pratique des Hautes Études (EPHE)
- Instituto Nacional para la Investigación Agronómica (INRA)
- Instituto Nacional de Salud y de Investigación Médica (INSERM)
- Instituto de Investigación para el Desarrollo (Institut de recherche pour le développement o IRD )
- Instituto de Investigación de la Academia Naval
- Museo Nacional de Historia Natural (MNHN)
- Varias Universidades (Burdeos 1, Lille 1, Montpellier 2, Niza / Sophia - Antipolis, París 6, 7 y 12, Perpignan, Polinesia Francesa, Reunión)
- Estaciones Biológicas Banyuls -sur -Mer, Roscoff Concarneauet.